# Liste der Naturdenkmale in Spraitbach
| Naturdenkmale | Anzahl |
| ------------- | ------ |
| FND           | 4      |
| END           | 5      |
| Gesamt        | 9      |

Die Liste der Naturdenkmale in Spraitbach nennt die verordneten Naturdenkmale (ND) der im baden-württembergischen Ostalbkreis liegenden Gemeinde Spraitbach. In Spraitbach gibt es insgesamt neun als Naturdenkmal geschützte Objekte, davon vier flächenhafte Naturdenkmale (FND) und fünf Einzelgebilde-Naturdenkmale (END).
Stand: 1. November 2016.

## Flächenhafte Naturdenkmale (FND)
| Name                          | Bild | Kennung     | Einzelheiten        | Position | Fläche Hektar | Datum         |
| ----------------------------- | ---- | ----------- | ------------------- | -------- | ------------- | ------------- |
| Feuchtflächen im Krummbachtal | BW   | 81360660001 | Spraitbach          | ⊙        | 1,2           |               |
| Feuchtgebiet im Krummbachtal  | BW   | 81190010003 | Alfdorf, Spraitbach | ⊙        | 1,2           | 31. Dez. 1986 |
| Hohler Stein im Burgwald      | BW   | 81360660012 | Spraitbach          | ⊙        | 0,0           |               |
| Hohler Stein im Schilpenbühl  | BW   | 81360660011 | Spraitbach          | ⊙        | 0,0           |               |
| Legende für Naturdenkmal      |      |             |                     |          |               |               |

## Einzelgebilde (END)
| Name                        | Bild | Kennung     | Einzelheiten | Position | Fläche Hektar | Datum |
| --------------------------- | ---- | ----------- | ------------ | -------- | ------------- | ----- |
| 1 Eiche östl. Vorderlintal  | BW   | 81360660009 | Spraitbach   | ⊙        | 0,0           |       |
| 1 Linde am südl.Ortsausgang | BW   | 81360660002 | Spraitbach   | ⊙        | 0,0           |       |
| 1 Linde beim Leinhäusle     |      | 81360660005 | Spraitbach   | ???      | 0,0           |       |
| 1 Linde im Friedhof         | BW   | 81360660007 | Spraitbach   | ⊙        | 0,0           |       |
| 1 Linde im Leintal          | BW   | 81360660006 | Spraitbach   | ⊙        | 0,0           |       |
| Legende für Naturdenkmal    |      |             |              |          |               |       |